# Rủi ro kinh doanh chênh lệch giá
Rủi ro kinh doanh chênh lệch giá, còn được biết với tên chênh lệch giá sáp nhập, là một chiến lược đầu tư mà dự đoán sự hoàn thành thành công của mua bán và sát nhập. Nhà đầu tư sử dụng chiến lược này gọi là nhà kinh doanh chênh lệch giá. Rủi ro kinh doanh chênh lệch giá là loại đầu tư theo hướng sự kiện mà cố gắng khai thác sự kém hiệu quả về giá tạo ra bởi các sự kiện doanh nghiệp.

## Cơ bản

### Sát nhập
Trong vụ sáp nhập công ty, người mua lại, đưa ra một lời đề nghị để mua lại cổ phần của công ty khác, là mục tiêu. Để bù đắp, mục tiêu sẽ nhận chính xác một số tiền mặt, cổ phiếu người mua ở tỷ lệ nhất định, hoặc sự kết hợp cả 2.
Trong vụ sát nhập tiền mặt, người mua đưa lời đề nghị để mua cổ phần của mục tiêu với một số lượng tiền mặt. Giá cổ phiếu của mục tiêu sẽ có xu hướng tăng lên khi người mua đưa ra lời đề nghị, nhưng giá cổ phiếu sẽ giữ ở duoiứ giá lời đề nghị. Trong vài trường hợp, cổ phiếu của mục tiêu sẽ tăng hơn giá lời đề nghị. Nó sẽ chỉ rằng nhà đầu tư đang mong đợi một giá thầu cao hơn đưa ta đến với mục tiêu, có thể từ người mua hoặc bên thứ 3. Để bắt đầu một vị thế, nhà kinh doanh chênh lệch giá sẽ mua cổ phiếu của mục tiêu. Nhà kinh doanh chênh lệch giá kiếm lợi nhuận khi giá cổ phiếu lên đến giá lời đề nghị, sẽ xảy ra khi khả năng hoàn thành thỏa thuận tăng lên. Giá cổ phiếu mục tiêu sẽ bằng giá lời đề nghị sau khi hoàn thành giao dịch.
Trong vụ sáp nhập cổ phiếu, người mua đưa lời đề nghị để mua cổ phiếu của mục tiêu bằng việc dodỏi cổ phiếu của chính họ lấy cổ phiếu mục tiêu với tỷ lệ nhất đinh. Để bắt đầu vị thế, nhà kinh doanh chênh lệch giá mua cổ phiếu của mục tiêu rồi bán khống cổ phiếu người mua. Quá trình này gọi là "thiết lập sự chênh lệch". Quy mô của sự chênh lệch tỷ lệ thuận với rủi ro đã lường trước cho rằng thỏa thuận sẽ không hoàn thành dựa trên điều kiện ban đầu của nó. Nhà kinh doanh chênh lệch giá kiếm lợi nhuận khi tỷ lệ nhỏ xuống, điều này diễn ra khi việc hoàn thành giao dịch càng có khả năng xảy ra. Dựa trên sự hoàn thành giao dịch, cổ phiếu của mục tiêu sẽ được chuyển thành cổ phiếu người mua dựa trên tỷ lệ thay dodỏi mà đã quyết từ trước bởi thỏa thuận sáp nhập. Ở giai đoạn này, sự chênh lệch sẽ đóng lại. Nhà kinh doanh chênh lệch giá chuyển số cổ phiếu đã đổi thành thế bán khống để kết thucs vị thế của mình.

### Yếu tố dự báo thành công sáp nhập
Baker và Save Glu cho rằng yếu tố dự đoán tốt nhất cho sự thành công của việc sáp nhập là sự thù địch: chỉ 38% các giao dịch thù địch được thực hiện thành công, trong khi cái gọi là giao dịch thân thiện có tỷ lệ thành công là 82%. Cornelli và Li cho rằng các nhà kinh doanh chênh lệch giá thực sự là yếu tố quan trọng nhất trong việc xác định sự thành công của một thương vụ sáp nhập. Vì các nhà kinh doanh chênh lệch giá đã đặt cược tài chính đáng kể vào việc hợp nhất sẽ diễn ra, nên người ta hy vọng rằng họ sẽ thúc đẩy sự hoàn thiện. Chính vì lý do này, xác suất mà việc sáp nhập sẽ thành công sẽ tăng lên khi sự kiểm soát của các nhà kinh doanh chênh lệch giá tăng lên. Trong nghiên cứu của họ, Cornelli và Li phát hiện ra rằng ngành kinh doanh chênh lệch giá sẽ nắm giữ tới 30% -40% cổ phiếu của một mục tiêu trong quá trình sáp nhập. Điều này đại diện cho một phần đáng kể cổ phần được yêu cầu bỏ phiếu đồng ý để giải quyết sự viên mãn trong hầu hết các vụ sáp nhập. Do đó, các thương vụ mua lại trong đó các nhà kinh doanh chênh lệch giá đã mua cổ phiếu có tỷ lệ thành công thực tế cao hơn xác suất thành công trung bình theo giá thị trường. Kết quả là, họ có thể tạo ra lợi nhuận tích cực đáng kể từ các vị thế danh mục đầu tư của họ

### Chủ động và Bị động với rủi ro kinh doanh chênh lệch giá
Nhà kinh doanh chênh lệch giá có thể kiếm lợi nhuận bất kể chủ động hay bị động. Nhà kinh doanh chênh lệch giá chủ động mua đủ số lượng cổ phiếu trong mục tiêu để kiểm soát kết quả của vụ sáp nhập. Nhà đầu tư hoạt động bắt đầu quy trình bán hàng hoặc giữ lại sự hỗ trợ từ vụ sáp nhập đang diễn ra với mục tiêu thu hút giá thầu cao hơn. Mặt còn lại, nhà kinh doanh chênh lệch giá không ảnh hưởng đến kết quả của vụ sáp nhập. Một nhóm của nhà kinh doanh chênh lệch giá bị động đầu tư vào thị trường mong đợi thành công và tăng lượng nắm giữ nếu tỷ lệ thành công cải thiện. Nhóm khác nhà kinh doanh chênh lệch giá bị động sẽ tham gia nhiều hơn, nhưng vẫn bị động: Họ lựa chọn kĩ hơn với khoản đầu tư của mình, kiểm tra tỉ mỉ các giả định dựa trên hồ sơ rủi ro-phần thưởng của giao dịch cá nhân. Nhóm nhà kinh doanh chênh lệch giá này sẽ đầu tư vào các giao dịch mà họ kết luận rằng tỷ lệ thành công sẽ cao hơn mức chênh lệch đề ra. Nhà kinh doanh chênh lệch giá bị động có nhiều sự tự do hơn với cổ phiếu thanh khoản cao: cổ phiếu càng thanh khoản, nhà kinh doanh chênh lệch giá rủi ro càng dễ giấu giao dịch của mình. Trong trường hợp này, dự đoán rằng sự hiện diện của nhà kinh doanh chênh lệch giá cao hơn làm tăng xác xuất thành công, giá cổ phần sẽ không hoàn toàn phản ánh xác suất thành công tăng lên và nhà kinh doanh chênh lệch giá rủi ro có thể mua cổ phần và kiếm lợi nhuận. Nhà kinh doanh chênh lệch giá phải quyết định sẽ ở vai trò chủ động hay bị động trong vụ sáp nhập sẽ là phương án hấp dẫn trong trường hợp cho trước.
Hồ sơ rủi ro - lợi nhuận trên rủi ro kinh doanh chênh lệch giá là không đối xứng. Nó tồn tại nhược điểm lớn nếu giao dịch thất bại và ưu điểm nếu giao dịch được hoàn thành.

### Rủi ro cấp độ giao dịch
Rủi ro chênh lệch giá không phải không có rủi ro. Lợi nhuận của nó sẽ thành hiện thực nếu sự chênh lệch, đang tồn tại do rủi ro rằng việc sáp nhập sẽ không được hoàn thành theo các điều khoản ban đầu, cuối cùng thu hẹp lại. Rủi ro phát sinh từ khả năng các giao dịch không được thực hiện hoặc không được hoàn thành trong khung thời gian được chỉ định ban đầu. Nhà kinh doanh chênh lệch rủi ro phải nhận thức được những rủi ro đe dọa cả các điều khoản ban đầu và sự hoàn thành cuối cùng của giao dịch.Những rủi ro này bao gồm giảm giá, rủi ro gia hạn thỏa thuận và chấm dứt hợp đồng. Việc giảm giá sẽ làm giảm giá trị chào bán của cổ phiếu mục tiêu và nhà kinh doanh chênh lệch giá có thể bị lỗ ròng ngay cả khi việc sáp nhập hoàn tất. Việc gia hạn bất ngờ đối với khung thời gian hoàn thành giao dịch làm giảm lợi nhuận hàng năm dự kiến, do đó gây ra sự sụt giảm trong kho để bù đắp giả sử xác suất hoàn thành giao dịch không đổi. Tuy nhiên, phần lớn các thương vụ mua bán và sáp nhập không được sửa đổi. Do đó, nhà kinh doanh chênh lệch giá chỉ cần quan tâm đến câu hỏi liệu thỏa thuận sẽ được hoàn thành theo các điều khoản ban đầu hay chấm dứt. Việc chấm dứt giao dịch có thể xảy ra vì nhiều lý do. Những lý do này có thể bao gồm việc một bên không thể đáp ứng các điều kiện của việc sáp nhập, không đạt được sự chấp thuận cần thiết của cổ đông, không nhận được các quy định chống độc quyền và các quy định khác, hoặc một số trường hợp khác có thể thay đổi mục tiêu hoặc sự sẵn sàng của bên mua để hoàn thành giao dịch. Những khả năng như vậy gây rủi ro trong thuật ngữ chênh lệch giá rủi ro.
Sự phức tạp bổ sung có thể xảy ra trong từng giao dịch. Ví dụ bao gồm "vòng cổ". Vòng cổ xảy ra khi hợp nhất cổ phiếu-cổ phiếu, khi mà tỷ lệ thay đổi không liên tục mà thay đổi với giá của người mua. Nhà kinh doanh chênh lệch giá sử dụng mô hình dựa trên lựa chọn để có giá trị thỏa thuận với vòng cổ. Tỷ lệ thay đổi thường được quyết định bởi lấy bình quân giá đongs cửa của người mua qua một khoảng thời gian (thường là 10 ngày trước khi đóng cửa), trong khoảng thời gian mà nhà kinh doanh chênh lệch giá tự bảo vệ vị thế để có thể bảo vệ tỷ lệ bảo hiểm chính xác.
Một nghiên cứu năm 2010 của 2182 vụ sáp nhập từ 1990 đến 2007 cho thấy tỷ lệ đổ vỡ là 8.0%. Một nghiên cứu bởi Baker và Save Glu mô phỏng danh mục đầu tư kinh doanh chênh lệch giá rủi ro đa dạng bao gồm 1901 vụ sáp nhập từ năm 1981 đến 1996, trải qua tỷ lệ đổ vỡ 22.7%.

### Rủi ro thị trường
Vài tác giả tìm ra rằng lợi nhuận của kinh doanh chênh lệch giá có phần nào không liên quan đến loiự nhuân của thị trường chứng khoán thông thường. Dẫu vaỵa, kinh doanh chênh lệch giá rủi ro không thực sự vô cảm trước sự thể hiện của thị trường chứng khoán trong mọi điều kiện thị trường. Khi thị trường chứng khoán hứng chịu đợt giảm 4% hay hơn, hệ số beta giữa sự sáp nhập lợi nhuận từ kinh doanh chênh lệch giá và lợi nhuận việc kinh doanh chênh lệch giá rủi ro có thể tăng lên đến 0.5. Nó gợi ý mức độ rủi ro thị trường là không cân xứng: nhà kinh doanh chênh lệch giá không thể tham gia các đợt phục hồi thị trường, nhưng thường chịu lỗ trong thời kỳ suy thoái.

### Lợi nhuân
Về lâu dài, chênh lệch rủi ro dường như tạo ra lợi nhuận dương. Baker và Savasoglu đã nhân rộng một danh mục đầu tư chênh lệch rủi ro đa dạng bao gồm 1.901 vụ hợp nhất từ năm 1981 đến năm 1996; danh mục đầu tư tạo ra lợi nhuận hàng năm vượt quá 9,6%. Maheswaran và Yeoh đã kiểm tra khả năng sinh lời được điều chỉnh theo rủi ro của việc mua bán chênh lệch giá sáp nhập ở Úc bằng cách sử dụng mẫu gồm 193 hồ sơ dự thầu từ tháng 1 năm 1991 đến tháng 4 năm 2000; danh mục đầu tư đã trả lại 0,84% đến 1,20% mỗi tháng. Mitchell và Pulvino đã sử dụng một mẫu gồm 4.750 đề nghị từ năm 1963 đến 1998 để mô tả rủi ro và lợi nhuận trong kinh doanh chênh lệch rủi ro; danh mục đầu tư tạo ra lợi nhuận hàng năm là 6,2%.
Nhà kinh doanh chênh lệch giá có thể phải đối mặt với tổn thất đáng kể khi giao dịch không thành công. Chênh lệch giao dịch riêng lẻ có thể tăng lên hơn năm mươi phần trăm trong các giao dịch bị hỏng. Chỉ số kinh doanh chênh lệch giá hợp nhất HFRI công bố mức lỗ tối đa trong một tháng là -6,5% nhưng mức tăng tối đa trong một tháng chỉ là 2,9% từ năm 1990 đến 2005.
Kinh doanh chênh lệch giá sáp nhập bị hạn chế đáng kể bởi chi phí giao dịch. Các nhà kinh doanh chênh lệch giá có thể tạo ra lợi nhuận cao bất thường bằng cách sử dụng chiến lược này, nhưng tần suất và chi phí giao dịch cao sẽ phủ nhận phần lớn lợi nhuận.

### Ví dụ
Giả sử Công ty A đang giao dịch ở mức 40 đô la một cổ phiếu. Sau đó, Công ty X thông báo kế hoạch mua Công ty A, trong trường hợp đó người sở hữu cổ phiếu của Công ty A nhận được 80 đô la tiền mặt. Sau đó, cổ phiếu của Công ty A tăng lên 70 đô la. Nó không đi đến $ 80 vì có một số khả năng thỏa thuận sẽ không thành công.
Trong trường hợp này, nhà kinh doanh chênh lệch giá có thể mua cổ phiếu của Công ty A với giá 70 đô la. Anh ta sẽ thu được 10 đô la nếu thỏa thuận được hoàn thành và mất 30 đô la nếu thỏa thuận bị chấm dứt (giả sử cổ phiếu quay trở lại mức 40 độ la bàn đầu trong thời gian nghỉ, điều này có thể không xảy ra). Theo thị trường, xác suất để thỏa thuận được hoàn thành theo các điều khoản ban đầu của nó là 75% và xác suất để thỏa thuận bị chấm dứt là 25%. Chuyên gia kinh doanh chênh lệch giá có ba lựa chọn:
1. Mua cổ phiếu của Công ty A với giá 70 đô la. Họ sẽ làm điều này nếu anh ta tin rằng xác suất giao dịch kết thúc cao hơn hoặc phù hợp với tỷ lệ cược mà thị trường đưa ra.
2. Bán khống cổ phiếu của Công ty A với giá 70 đô la. Họ sẽ làm điều này nếu anh ta tin rằng xác suất thỏa thuận bị chấm dứt cao hơn tỷ lệ cược mà thị trường đưa ra. Nếu nhà kinh doanh chênh lệch giá tin rằng xác suất thỏa thuận sẽ xảy ra lớn hơn 50% (nghĩa là họ tin rằng việc mua lại sẽ vẫn xảy ra) nhưng ít hơn xác suất được thị trường chỉ định (ví dụ: 60% trong ví dụ này), họ cũng phải giả định rằng thị trường sẽ ấn định xác suất xảy ra giao dịch gần với niềm tin của họ vào một thời điểm nào đó trước khi kết thúc giao dịch.
3. Đừng tham gia thỏa thuận vào thời điểm này.